# 奥托·凯泽
奥托·凯泽（德語：Otto Kaiser，1901年5月8日—1977年6月7日），奥地利男子花样滑冰运动员。他曾代表奥地利参加1928年冬季奥林匹克运动会花样滑冰比赛，搭档莉莉·朔尔茨获得双人滑银牌。